# Circolo Nautico Posillipo 1985-1986
Questa voce raccoglie le informazioni riguardanti il Circolo Nautico Posillipo nelle competizioni ufficiali della stagione 1985-1986.

## Rosa
| N° |                     | Ruolo | Giocatore                      |
| -- | ------------------- | ----- | ------------------------------ |
|    | Italia (bandiera)   | P     | Giampaolo De Medici            |
|    | Italia (bandiera)   |       | Carlo Siena                    |
|    | Italia (bandiera)   |       | Stefano Postiglione (Capitano) |
|    | Ungheria (bandiera) |       | Attila Sudár                   |
|    | Italia (bandiera)   |       | Piero Fiorentino               |
|    | Italia (bandiera)   |       | Michele Baviera                |
|    | Italia (bandiera)   |       | Franco Porzio                  |

| N° |                   | Ruolo | Giocatore          |
| -- | ----------------- | ----- | ------------------ |
|    | Italia (bandiera) |       | Mario Fiorillo     |
|    | Italia (bandiera) |       | Giuseppe Porzio    |
|    | Italia (bandiera) |       | Marco Postiglione  |
|    | Italia (bandiera) |       | Massimo Fiorentino |
|    | Italia (bandiera) |       | Nino Postiglione   |
|    | Italia (bandiera) |       | Stefano Varrone    |
|    | Italia (bandiera) |       | Vincenzo Del Duca  |